# Anselmo Rizzi
Anselmo Rizzi (Ponteterra, 20 ottobre 1874 – Adria, 19 ottobre 1934) è stato un vescovo cattolico italiano.

## Biografia

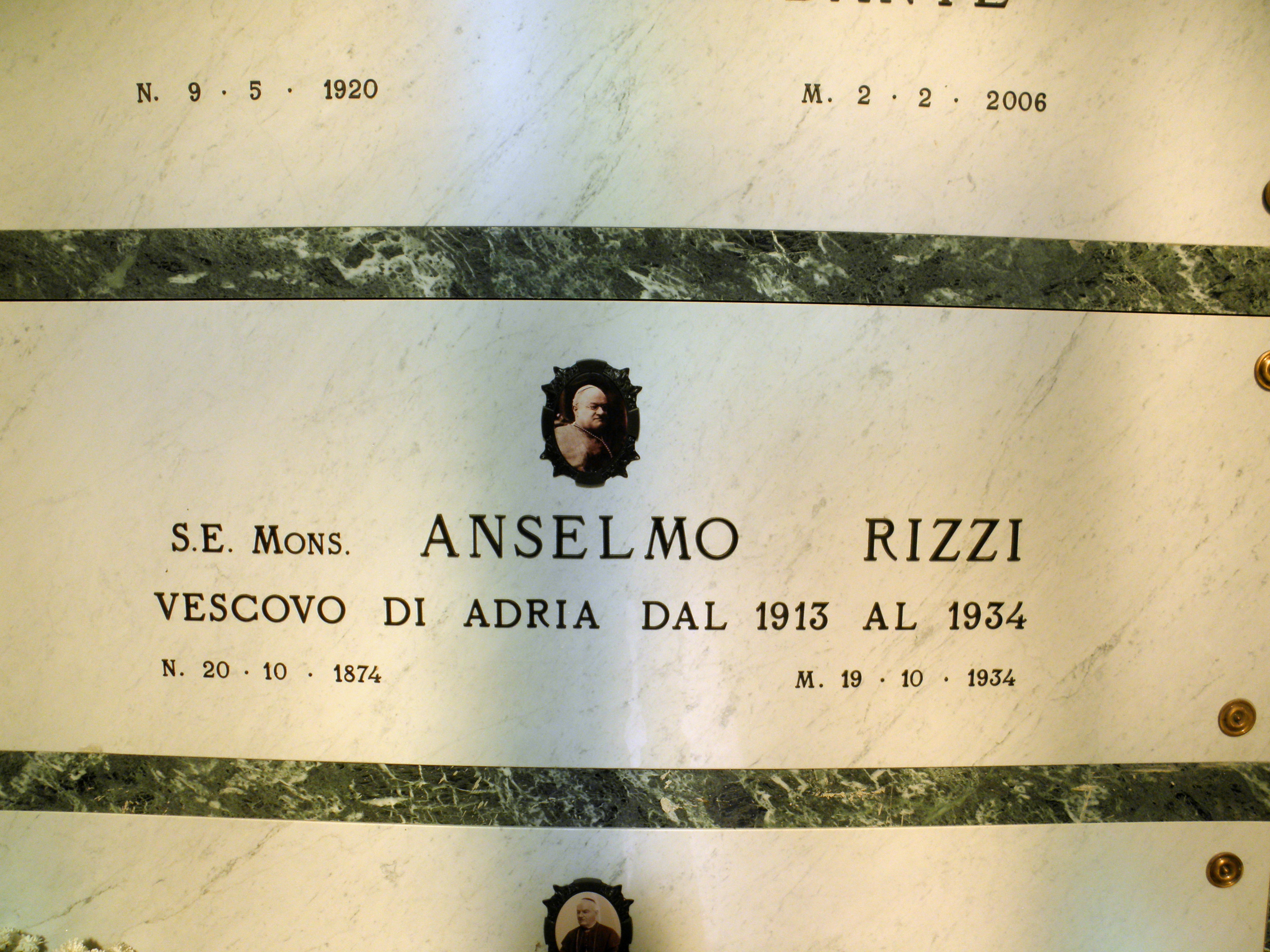
Tomba di monsignor Anselmo Rizzi nel cimitero di Rovigo.

Anselmo Rizzi nacque il 20 ottobre 1874 a Ponteterra, modesta frazione del comune di Sabbioneta, in provincia di Mantova. Fin da giovane sentì la vocazione religiosa decidendo di intraprendere gli studi teleologici in seminario, dove ebbe modo di conoscere il futuro papa Pio X, venendo ordinato sacerdote il 17 aprile 1897, all'età di 22 anni.
Tra i suoi primi incarichi ci fu l'investitura ad arciprete e vicario foraneo presso la parrocchia di Ostiglia. In seguito gli venne conferito l'incarico di segretario del comitato diocesano di Mantova.
Non ancora trentanovenne, il 4 giugno 1913 fu eletto vescovo di Adria, incarico che assolse fino alla sua morte sopraggiunta il 19 ottobre 1934, tuttavia non si insediò fisicamente che dal pomeriggio del 15 dicembre di quell'anno, tenendo il giorno seguente il primo pontificale con l'omelia nella cattedrale dei Santi Pietro e Paolo.
Nel periodo della sua reggenza episcopale appoggiò la rinascita del movimento giovanile cattolico, esortando inoltre la fondazione di scuole di religione in ogni parrocchia diocesana al fine di distogliere i giovani dall'indottrinamento esercitata nel territorio dal regime fascista, contrapponendosi all'adriese Giovanni Marinelli, primo segretario amministrativo del Partito Nazionale Fascista.

## Genealogia episcopale e successione apostolica
La genealogia episcopale è:
- Cardinale Scipione Rebiba
- Cardinale Giulio Antonio Santori
- Cardinale Girolamo Bernerio, O.P.
- Arcivescovo Galeazzo Sanvitale
- Cardinale Ludovico Ludovisi
- Cardinale Luigi Caetani
- Cardinale Ulderico Carpegna
- Cardinale Paluzzo Paluzzi Altieri degli Albertoni
- Papa Benedetto XIII
- Papa Benedetto XIV
- Papa Clemente XIII
- Cardinale Marcantonio Colonna
- Cardinale Giacinto Sigismondo Gerdil, B.
- Cardinale Giulio Maria della Somaglia
- Cardinale Carlo Odescalchi, S.I.
- Cardinale Costantino Patrizi Naro
- Cardinale Lucido Maria Parocchi
- Cardinale Andrea Carlo Ferrari
- Vescovo Paolo Carlo Francesco Origo
- Vescovo Anselmo Rizzi

La successione apostolica è:
- Arcivescovo Cornelio Sebastiano Cuccarollo, O.F.M.Cap. (1923)